# Samuel Fisher, Baron Fisher of Camden
Samuel Fisher, Baron Fisher of Camden Kt (Geburtsname: Samuel Fishtenberg; * 20. Januar 1905 in Stepney, East End; † 12. Oktober 1979) war ein britischer Unternehmer und Politiker der Labour Party, der 1974 als Life Peer aufgrund des Life Peerages Act 1958 Mitglied des House of Lords wurde. 

## Leben
Fisher, der unter dem Namen Samuel Fishtenberg als Sohn jüdischer Einwanderer aus Osteuropa geboren wurde, verließ die Schule als 15-Jähriger 1920 und arbeitete danach als Unternehmer im Diamantgeschäft in Hatton Garden. Im Laufe der Zeit engagierte er sich als Sekretär und Vizepräsident der Diamantbörse von London (London Diamond Bourse).
Nach Ende des Zweiten Weltkrieges begann Fisher seine politische Laufbahn für die Labour Party in der Kommunalpolitik, als er 1945 zum Mitglied des Borough Council von Stoke Newington gewählt wurde. Später war er von 1953 bis 1954 Bürgermeister von Stoke Newington.
Als es zur Vorbereitung der für 1965 vorgesehenen Gründung von Greater London 1964 zur Neugliederung der London Boroughs kam, wurde er Vorsitzender des Rates des London Borough of Camden und war danach zwischen 1965 und 1966 erster Bürgermeister des London Borough of Camden. Am 7. Februar 1967 wurde er für seine Verdienste zum Knight Bachelor geschlagen und führte fortan den Namenszusatz „Sir“. 1973 wurde er letzter Vorsitzender der Metropolitan Water Board, der für London zuständigen Wasserbehörde, die 1974 zur Thames Water Authority umstrukturiert wurde.
Neben seiner unternehmerischen sowie politischen Tätigkeiten engagierte sich Fisher auch in verschiedenen Organisationen zur Vertretung der Juden und war zwischen 1973 und 1979 Präsident des Deputiertengremiums der britischen Juden (Board of Deputies of British Jews) und wurde in dieser Funktion von Greville Janner abgelöst. Er war zuletzt bis zu seinem Tod auch Vorsitzender des Verwaltungsrates des Jüdischen Weltkongresses sowie zeitweilig auch Vizepräsident des marxistisch-zionistischen Arbeiterzirkels Poalei Zion und Präsident der Freunde der Hilfsorganisation Magen David Adom, der Vereinigten Jüdischen Arbeitervereine (United Jewish Friendly Society) sowie der Jüdischen Vereinigten der Körperbehinderten (Jewish Association for the Physically Handicapped).
Durch ein Letters Patent vom 19. Juni 1974 wurde Fisher als Life Peer mit dem Titel Baron Fisher of Camden, of Camden in Greater London, in den Adelsstand erhoben und gehörte damit dem House of Lords bis zu seinem Tod als Mitglied an.